# Wiener Sportfreunde
Der FC Wiener Sportfreunde war ein Fußballverein aus dem Wiener Gemeindebezirk Hernals, der in den Jahren 1911 bis zu seiner Auflösung 1927 in der zweithöchsten Spielklasse Österreichs vertreten war.

## Geschichte

### Die ersten Jahre
Die Gründung des Vereins erfolgte in den ersten Jahren des 20. Jahrhunderts unter dem Namen Hernalser Sportfreunde. Im Juli 1911 gab der Klub dem ÖVF die Änderung seines Namens in Fußball-Club Wiener Sportfreunde bekannt. Der Verein wurde zu Beginn der Saison 1911/12 der 2. Klasse A Wien zugeteilt. Die österreichische Meisterschaft war zunächst auf Wien beschränkt, sodass nur der Meister dieser Klasse sich in Relegationsspielen gegen den Tabellenletzten der 1. Klasse für die höchste Liga qualifizieren, beziehungsweise ab 1914 direkt aufsteigen durfte. Über die Anfangsjahre des Vereins sind, wie über die gesamte 2. Klasse, heute nur spärliche Informationen bekannt. Die Wiener Sportfreunde fanden sich meist im Mittelfeld der Tabelle, ohne je in den Titelkampf eingreifen zu können. Zur Zeit des Ersten Weltkrieges musste der Verein sogar kurzfristig in der dritten Liga spielen, ehe er im Spieljahr 1918/19 durch eine Aufstockung von 9 auf 15 Vereine, wieder in der 2. Klasse antreten konnte. 

### Verlust und Wiedererlangung der Eigenständigkeit
Die Wiener Sportfreunde konnten sich mit dem 8. Platz erneut im Mittelfeld der Tabelle festsetzten, entschlossen sich aber in der Folgesaison 1920/21 während der laufenden Meisterschaft zu einer Fusion mit dem Ottakringer SC. Die bis dahin getätigten Spiele der Sportfreunde wurden annulliert, der Fusionsverein erreichte als Ottakringer SC immerhin den 6. Platz in der Tabelle. Dabei handelte es sich um den höchsten erreichten Tabellenplatz in der Geschichte der Wiener Sportfreunde. Der große Erfolg, der angepeilte Aufstieg in die 1. Klasse, blieb jedoch aus, sodass man sich auf Seiten der Sportfreunde entschloss, in der nächsten Saison wieder als eigenständiges Team aufzutreten. 

### Abstiegskampf und Pokalsensation
Die Sportfreunde konnten für die Saison 1921/22 den Ligaplatz des Ottakringer SC einnehmen, die Ottakringer selbst stiegen wieder in einer unteren Klasse in den Spielbetrieb ein. In diesem Spieljahr zeigten die Sportfreunde zwei Gesichter: In der Meisterschaft entgingen sie mit dem elften Rang nur knapp dem Abstieg, im österreichischen Pokalbewerb, damals noch als Wiener Cup geführt, erreichten sie überraschend das Viertelfinale. In der ersten Runde besiegte man am 19. März 1922, vor 2000 Zuschauern auf der Anlage in Ottakring, Olympia XI Wien in der Verlängerung mit 2:1 Toren. Der Held des Spiels war Riegrowitsch mit seinen Treffern in der 32. und 95. Minute. Am 30. April fertigten die Sportfreunde, vor 2000 Zuschauern auf dem eigenen Sportfreunde-Platz, im Achtelfinale den Badener AC mit 11:0 ab, wobei die Mannschaft bereits zur Pause mit 6:0 Toren führte. Als Held des Spiels trug sich Lausch mit fünf Treffern in die Vereinsannalen ein. Die weiteren Tore erzielten Ludwig (2), Jonas, Marowitsch und Rahn. Im Viertelfinale traf man auf der Hohen Warte auf den Erstligisten First Vienna FC. Die Sportfreunde gingen auch in diesem Spiel rasch in Führung (21. Minute, Tor durch Baar) und konnten das Spiel bis zur 76. Minute offenhalten. Beim Stand von 2:1 für die Döblinger brachte man sich dann jedoch mit einem Eigentor selbst um alle Chancen auf eine Prolongierung der bisherigen Siegesserie und musste das so erfolgreiche Pokaljahr schließlich mit einer 1:4-Niederlage gegen die Vienna abschließen.

### Professionalismus und Auflösung
Mit einem neunten Platz 1923 in einer verkleinerten Liga, bedingt durch eine Teilung der 2. Klasse in die Staffeln Nord und Süd, entgingen die Wiener wiederum knapp dem Abstieg. 1923/24 standen die Sportfreunde jedoch am zwölften und letzten Tabellenplatz der 2. Klasse Süd. Im selben Jahr kam es jedoch zur Einführung der professionellen Zweiten Liga, an der nicht alle bisherigen Zweitligisten teilnahmen. Im Gegensatz zu diesen Vereinen die den Status als Amateurverein beibehielten und nunmehr in der 3. Klasse spielten, wagten die Sportfreunde das Experiment „Professionalismus“ und verblieben damit trotz des letzten Platzes in der Tabelle weiterhin in der Zweitklassigkeit. 
Auch nach dem Entschluss zur Professionalität konnten die Wiener Sportfreunde nicht ins Titelgeschehen eingreifen. Nach zwei elften Plätzen in Folge sowie einem neunten Platz wurde die Mannschaft nach der Saison 1926/27 aufgelöst. Kolportiert wird auch ein Anschluss an einen anderen Verein, möglicherweise den damals bestehenden Meidlinger Sportfreunden, tatsächlich bleibt das Ende der Wiener Sportfreunde jedoch im Unklaren.

## Erfolge
- 11 × Zweitligateilnahme: 1912–1914, 1920–1927 (2. Klasse Wien)
- 1 × Viertelfinale im Wiener Cup: 1922

## Bekannte Spieler
- Johann Baar (Nationalspieler; von 1912 bis 1916, 1919/20 und 1922/23 bei den Sportfreunden)